# Barrio Adentro
Barrio Adentro is een programma opgezet in Venezuela om gratis gezondheidszorg te verstrekken aan arme en achtergestelde gemeenschappen. Het programma omvat de opbouw van ziekenhuizen, residenties voor dokters, ... op plaatsen waar weinig mensen toegang tot gezondheidszorg hadden, het importeren van duizenden Cubaanse dokters, en het opleiden van Venezolaanse geneesheren (zowel in Venezuela als in Cuba). Volgens de regering werd reeds 70% van de totale bevolking verzorgd dankzij dit programma.
Er werken reeds 15.000 Cubanen in Venezuela, deze verdienen meer dan in Cuba. In ruil voor de Cubaanse dokters kan Cuba Venezolaanse aardolie onder de marktprijs aankopen.